# موناكو إي بريكس 2017
موناكو إي بريكس 2017 هو سباق سيارات فورمولا إي الكهربائية أقيم بتاريخ 13 مايو 2017 في حلبة موناكو، موناكو، وكان السباق 5 من أصل 12 في بطولة العالم للفورمولا إي 2016–17، وكان أول المنطلقين سيباستيان بويمي.
فاز بالمركز الأول  سيباستيان بويمي، وكان صاحب أسرع لفة سام بيرد ‏.